# Faber György (pap)
Faber György (Aichen, Bajorország, 1638. május 31. – Bécs, 1693. július 29.) jezsuita pap, bölcsészdoktor.

## Élete
Jezsuita rendi áldozópap és tanár volt, Ausztriában lépett a rendbe. 1672 körül a nagyszombati akadémián és Bécsben tanított retorikát és költészetet.

## Munkái
- Fons verae Sapientiae ab Ortosopho quesitus et inventus. Viennae, 1670.
- Ludovici regis Hungariae II. mors insperata poemate descripta. Tyrnaviae, 1672.